# Conjectura lui Poincaré
Conjectura lui Poincaré (sau și "ipoteza lui Poincaré"), prima dată enunțată de matematicianul francez Henri Poincaré în 1904, afirmă că dacă într-un spațiu tridimensional închis și nemărginit  (scufundat într-un spațiu cvadridimensional) toate "cercurile" bidimensionale pot fi micșorate topografic până ce devin un punct, atunci acest spațiu este echivalent din punct de vedere topologic (homeomorf) cu o hipersferă tridimensională.
Este interesant că problemele analoge referitoare la un spațiu închis cu 2 dimensiuni, sau și cu 4 sau chiar și mai multe dimensiuni au fost demonstrate încă de mai demult.
Demonstrația matematicianului rus Grigori Perelman din anul 2002 s-a situat pe primul loc în topul celor mai importante descoperiri matematice, alcătuit de prestigioasa revistă Science la 22 decembrie 2006. Enigmaticul savant rus a făcut senzație nu numai pentru că a rezolvat o problemă care i-a pasionat pe specialiști vreme de aproape un secol, dar și pentru că în 2006 a refuzat Medalia Fields, un premiu în matematică echivalent cu premiul Nobel, fiind prima persoană din lume care a făcut acest lucru. Perelman a refuzat în anul 2010 și recompensa de un milion de dolari pe care Clay Mathematics Institute din orașul american Cambridge, Massachusetts a oferit-o pentru rezolvarea Conjecturii lui Poincaré.